# Grimpeur de Kauai
Oreomystis bairdi
Espèce
Statut de conservation UICN

 CR  : 
En danger critique
Le Grimpeur de Kauai (Oreomystis bairdi) est une espèce d'oiseaux de la famille des Fringillidae.

## Systématique
Le nom scientifique complet (avec auteur) de ce taxon est Oreomystis bairdi (Stejneger, 1887).
L'espèce a été initialement classée dans le genre Oreomyza sous le protonyme Oreomyza bairdi (Stejneger, 1887).
Ce taxon porte en français le nom vernaculaire ou normalisé suivant : Grimpeur de Kauai.
Oreomystis bairdi a pour synonyme :
- Oreomyza bairdi (Stejneger, 1887)

## Habitat
Son habitat se présente comme une association d’arbres : ohia-acacia koa Metrosideros polymorpha-Acacia koa avec d’autres essences comme l’ohia-ha Syzygium sandwicensis, le lapalapa Cheirodendron platyphyllum et l’olapa Cheirodendron trigynum, le tout pourvu d’un sous-bois dense d’arbrisseaux parsemés de mousses, de lichens et de fougères épiphytes (Ottaviani 2020).
Alimentation
Il consomme toutes sortes d’arthropodes, myriapodes, chenilles, araignées, petites limaces et coléoptères qu’il prélève sur les troncs et les branches, butinant très rarement du nectar. Les arbres exploités sont prioritairement l’ohia et l’acacia koa, secondairement Ilex anomala, Elaeocarpus bifidus, Cheirodendron trigynum, Clermontia faurieri et des fougères (Ottaviani 2020).
Nidification
Cinq nids seulement ont été découverts, tous construits entre huit et dix mètres de hauteur, quatre dans un ohia Metrosideros polymorpha et un seul dans un ohia-ha Syzygium sandwicensis. Le nid consiste en une coupe faite extérieurement de brindilles, de radicelles et de mousse, tapissée intérieurement de fibres végétales dont des copeaux d’écorce d’ohia et d‘olapa Cheirodendron trigynum. Le seul oeuf découvert était blanc avec de petites taches brunes concentrées vers le gros pôle (Ottaviani 2020).
Statut, conservation
L’espèce devait occuper originellement une plus grande aire de distribution comme le suggère la présence de restes partiellement fossilisés au niveau de la mer, dans les dunes de Makauwahi. Les premiers collecteurs l’ont trouvée abondante en forêt au-dessus de 300 m dans les années 1890 et elle était encore commune dans la région d’Alakai au-dessus de 1140 m dans les années 1960 (Richardson & Bowles 1964). Gauthey et al. (1968) signalèrent déjà un net déclin des populations, confirmé par Sincock et al. (1984), à la suite de leurs prospections intensives menées de 1968 à 1973 révélant la présence de l’espèce seulement dans les régions de Kokee, Alakai et Laau. Au début des années 1980, elle avait disparu du secteur de Kokee (Conant et al. 1998) et était observée régulièrement uniquement dans les zones les plus reculées du plateau d’Alakai (Pratt 2002b). Les effectifs étaient estimés à 7000 individus dans les années 1970 régressant à 1400 spécimens en 2000 avec encore une réduction des populations en 2007, l’espèce se réfugiant dans les forêts des plus hautes terres du Plateau d’Alakai. La population totale est évaluée entre 530 et 1300 individus d’après des inventaires menés en avril et en mai 2007 par l’Hawaii Division of Forestry and Wildlife et l’USGS sur une aire résiduelle de 36 km² (BirdLife International 2015).
Les forêts de basse altitude ont été coupées pour l’exploitation du bois et la mise en culture des terres. Le pâturage du bétail et des porcs retournés à l’état sauvage a détruit le reste du sous-bois ce qui a facilité la propagation des moustiques introduits, vecteurs de la variole et la malaria aviaires. Les oiseaux domestiques et introduits ont joué le de réservoir pour ces maladies contre lesquelles les drépanis n’offrent que peu de résistance immunologique. La prédation de drépanis par des animaux introduits et la compétition alimentaire pour les arthropodes, avec d’autres animaux importés comme le zostérops du Japon Zosterops japonicus, des guêpes et des fourmis, constituent des menaces supplémentaires. Les plantes introduites comme Hedychium gardnerianum, Rubus argutus, Psidium cattleianum, Cyathea cooperi, Myrica faya ont envahi une grande partie de la forêt originelle de Kokee et menacent ce qu’il en reste. A ce sombre tableau, s’ajoutent les dégâts causés par les tempêtes comme celles de 1982 et 1992 qui ont dévasté une grande partie des forêts de l’île et de leurs populations d’oiseaux dont certains ont ensuite reconstitué leurs effectifs. Néanmoins, on pense que les ouragans déplacent les populations d’altitude vers les basses terres où la malaria aviaire sévit. Enfin, le réchauffement global du climat semble jouer un rôle néfaste en permettant aux moustiques de survivre à plus haute altitude et donc de disséminer les maladies (BirdLife International 2015, Ottaviani 2020).
Mesures de conservation

Le zoo de San Diego a commencé à reproduire l’espèce avec succès en 2008 et procède à des lâchers réguliers pour accroître les effectifs sauvages. Parallèlement, le Kauai Watershed Alliance et le Nature Conservancy travaillent sur le terrain, dans le nord-est du plateau d’Alakai, pour tenter de limiter le bétail et les prédateurs introduits afin d’appuyer la protection de l’espèce et restaurer la qualité de l’habitat. BirdLife International (2015) propose de prendre des mesures similaires pour tenter d’éradiquer les plantes importées.